# Rijksbeschermd gezicht 's-Gravenhage - Marlot / Reigersbergen
Gezicht 's-Gravenhage - Marlot / Reigersbergen is een van rijkswege beschermd stadsgezicht in de wijk Marlot in Den Haag in de Nederlandse provincie Zuid-Holland. De procedure voor aanwijzing werd gestart op 19 oktober 1994. Het gebied werd op 26 juli 1996 definitief aangewezen. Het beschermd gezicht beslaat een oppervlakte van 73,4 hectare.
Panden die binnen een beschermd gezicht vallen krijgen niet automatisch de status van beschermd monument. Wel zal de gemeente het bestemmingsplan aanpassen om nieuwe ontwikkelingen in het gebied te reguleren. De gezichtsbescherming richt zich op de stedenbouwkundige en cultuurhistorische waardering van een gebied en wil het toekomstig functioneren daarvan veiligstellen.